# Kimo Stamboel
Kimo Stamboel (nascut Mochammad Maliki Stamboel el 25 de juny de 1980) és un director de cinema, productor i guionista indonesi. És conegut pels seus treballs sobre gèneres de terror tant com a ell com a part de Germans Mo amb l'amic Timo Tjahjanto.
Stamboel va llançar la seva carrera cinematogràfica el 2004 amb el llançament del seu debut com a director Bunian el 2004 i va aconseguir l'èxit general amb el llançament de l'èxit slasher Macabre (també conegut com a Rumah Dara) el 2009. El duet va rebre una nominació al Premi Citra al Millor Director el 2016 per Headshot.

## Primers anys
Kimo va anar a l'escola a Austràlia, on va conèixer el futur col·laborador Timo Tjahjanto.

## Carrera

### 2004–2016: Debut com a director i els Germans Mo
El 2004, Stamboel va estrenar el seu debut al llargmetratge Bunian basat en un guió que va coescriure amb Virra I. Dewi. El rodatge va tenir lloc a Sydney, Austràlia, on estava estudiant en aquell moment. El rodatge es va dur a terme durant el 2002 i el 2003, ja que la tripulació i el repartiment només estaven disponibles durant els caps de setmana. Timo Tjahjanto, que més tard es convertiria en el seu soci als germans Mo, va treballar a la pel·lícula com a càmera independent.
Treballant junts com a codirectors per primera vegada, Tjahjanto i Stamboel van estrenar el 2007 el curtmetratge Dara. El curt es va incloure més tard a la pel·lícula d'antologia de 2008 Takut: Faces of Fear. Ben rebut pel públic, van decidir desenvolupar un llargmetratge basat en el curt i va estrenar Macabre el 2009 amb Julie Estelle i Shareefa Daanish en els papers principals. La pel·lícula va rebre elogis durant la seva edició en diversos festivals de cinema i va llançar els dos al reconeixement general. Stamboel i Tjahjanto van aparèixer entre els mecenes d'Herosase a Pintu Terlarang de Joko Anwar.
Després, Stamboel i Tjahjanto van dirigir, produir i escriure el thriller de terror Killers que es va estrenar al Festival de Cinema de Sundance de 2014. Va rebre crítiques positives després del llançament amb un 73% de puntuació fresca a Rotten Tomatoes. El seu següent projecte va ser la pel·lícula d'acciço de 2016 Headshot, protagonitzada per Iko Uwais i Chelsea Islan. Pel seu treball a Headshot, Stamboel i Tjahjanto van ser nominats com a millor director al Premi Citra de 2016, però van perdre davant Riri Riza (Athirah).

### 2017-present:DreadOut,The Queen of Black Magici propers projectes
El proper projecte de Stamboel es va anunciar el 2018 per ser una adaptació del popular joc en línia de terror fantàstic DreadOut. Va començar a escriure un guió per a l'adaptació cinematogràfica el 2014, però finalment va decidir crear una història d'origen mentre treballava estretament amb el desenvolupador de videojocs. La pel·lícula es va estrenar el gener de 2019. Mentre treballava a DreadOut, Stamboel també va treballar com a coproductor a The Night Comes for Us de Timo Tjahjanto, que va ser llançat per Netflix l'octubre de 2018.
Va seguir amb el llançament de Ratu Ilmu Hitam, un remake de la pel·lícula clàssica de terror de 1981 del mateix nom produïda per Rapi Films al novembre de 2019. Joko Anwar va escriure el guió mentre Ario Bayu i Hannah Al Rashid lideren el repartiment del conjunt. Als Premis Citra del 2020, la pel·lícula va guanyar dos premis de sis nominacions, Ade Firman Hakim al millor actor secundari i Gaga Nugraha als millors efectes visuals.
El febrer de 2020, el company de direcció de Stamboel, Timo Tjahjanto, al seu compte de Twitter, va insinuar una possible seqüela de Macabre. Tanmateix, no s'ha fet cap confirmació oficial.
Stamboel substituirà Rizal Mantovani al seient del director de la tercera pel·lícula Jailangkung. També coescriurà el guió amb Rinaldy Puspoyo. La pel·lícula comptarà amb un nou repartiment amb l'actriu Titi Kamal (Mendadak Dangdut), Dwi Sasono, Syifa Hadju i Muzakki Ramdhan en papers protagonistes.

## Filmografia
| Any  | Pel·lícula                        | Director | Escriptor | Productor | Editor | Notes                 |
| ---- | --------------------------------- | -------- | --------- | --------- | ------ | --------------------- |
| 2004 | Bunian                            | Sí       | Sí        | No        | Sí     |                       |
| 2013 | V/H/S/2                           | No       | No        | Sí        | No     | Segment: 'Safe Haven' |
| 2018 | The Night Comes for Us            | No       | No        | Sí        | No     |                       |
| 2019 | Portals                           | No       | No        | Sí        | No     | Segment: 'Sarah'      |
| 2019 | DreadOut                          | Sí       | Sí        | Sí        | No     |                       |
| 2019 | The Queen of Black Magic          | Sí       | No        | No        | No     |                       |
| 2022 | Ivanna                            | Sí       | No        | No        | No     |                       |
| 2022 | Jailangkung: Sandekala            | Sí       | Sí        | No        | No     |                       |
| 2023 | Blood Curse                       | Sí       | Sí        | No        | No     | Web sèrie             |
| 2023 | Sewu Dino                         | Sí       | No        | No        | No     |                       |
| 2024 | Dancing Village: The Curse Begins | Sí       | No        | No        | No     |                       |
| TBA  | One Good Thing                    | Sí       | No        | No        | No     |                       |

### Amb els Germans Mo
| Any  | Pel·lícula           | Director | Escriptor | Productor | Editor | Notes           |
| ---- | -------------------- | -------- | --------- | --------- | ------ | --------------- |
| 2007 | Dara                 | Sí       | Sí        | Sí        | Sí     | curtmetratge    |
| 2008 | Takut: Faces of Fear | Sí       | Sí        | Sí        | Sí     | Segment: 'Dara' |
| 2009 | Macabre              | Sí       | Sí        | Sí        | No     |                 |
| 2014 | Killers              | Sí       | Sí        | Sí        | No     |                 |
| 2016 | Headshot             | Sí       | Sí        | No        | No     |                 |

## Premis i nominacions
| Any  | Premi                                                        | Categoria                                                         | Treball         | Resultat  | Notes                                            |
| ---- | ------------------------------------------------------------ | ----------------------------------------------------------------- | --------------- | --------- | ------------------------------------------------ |
| 2007 | Freak Show Horror Film Festival                              | Premi del Públic                                                  | Dara            | Guanyador | com a Germans Mo                                 |
| 2007 | Festival de Cinema de Terror de la Ciutat de Nova York       | Premi del Públic                                                  | Dara            | Guanyador | com a Germans Mo                                 |
| 2009 | Festival Internacional de Cinema Fantàstic de Bucheon        | El millor de Bucheon                                              | Macabre         | Nominat   | com a Germans Mo                                 |
| 2010 | Festival Internacional de Cinema de Jakarta                  | Millor pel·lícula indonèsia                                       | Macabre         | Guanyador | com a Germans Mo                                 |
| 2011 | KasKus untuk Film Indonesia                                  | Millor pel·lícula                                                 | Macabre         | Guanyador | com a Germans Mo                                 |
| 2016 | Festival Internacional de Cinema Fantàstic Fantaspoa         | Millor Menció Honorífica Bloodbath per a pel·lícula internacional | Killers         | Guanyador | com a Germans Mo                                 |
| 2016 | L'Étrange Festival                                           | Llargmetratge internacional                                       | Headshot        | Guanyador | com a Germans Mo compartit amb They Call Me Jeeg |
| 2016 | 36ns Premis Citra                                            | Millor director                                                   | Headshot        | Nominat   | com a Germans Mo                                 |
| 2020 | LIII Festival Internacional de Cinema Fantàstic de Catalunya | Premi Midnight X-Treme/Premi Focus Asia                           | Ratu Ilmu Hitam | Guanyador | [ 12 ]                                           |